# Beverley Skeggs
Beverley Skeggs est une sociologue britannique, considérée comme l'une des plus grandes sociologues féministes du monde. Spécialiste des Cultural studies, de la sociologie de l’éducation et de la pensée féministe, elle se réclame du marxisme et de Pierre Bourdieu, et travaille particulièrement sur les notions de classe et de genre dans les milieux ouvriers de Grande-Bretagne. Elle est actuellement professeure émérite au Département de sociologie de l'université de Lancaster et professeure invitée à la Goldsmiths University, tout en continuant à diriger le département d’économie des soins au Centre international des inégalités à la London School of Economics.

## Biographie

### Famille
Skeggs naît à Middlesbrough, une ville post-industrielle sur la rive sud de la rivière Tees dans le Yorkshire du Nord. Elle vient d’une famille traditionnelle appartenant à une fraction relativement élevée des classes populaires : son père était un ancien docker ayant repris les études pour devenir employé de banque, et sa mère était femme de ménage et personnel de cantine scolaire. Beverley n’obtient pas de très bons résultats à l’école jusqu’à ses O-Level (l’équivalent du brevet des collèges en France) ; elle part quand même en Further education, où elle passe avec succès toutes les unités de sociologie, et découvre notamment Marx à travers Le Manifeste du Parti communiste. C’est une révélation pour elle : elle s’intéresse beaucoup à la politique et devient présidente du syndicat étudiant local.

### Formation
Skeggs effectue son diplôme de premier cycle en sociologie à l’université d'York, « une fac très bourgeoise » selon elle. Elle y lit avidement les auteurs marxistes et découvre les travaux féministes. Cependant, elle ne se sent pas en phase avec les autres étudiants : « dans cette université, les choses étaient plus difficiles pour moi car les féministes autour de moi étaient à la fois très bourges et très cultivées ». C’est dans ce contexte qu’elle commence à lire Bourdieu et découvre la notion de capital culturel, ce qui l’aide à comprendre pourquoi elle se sent mal à l’aise à l’université. « Pour trouver ma place, j’ai essayé à peu près tous les groupes de gauche qui pouvaient exister sur le campus. Mais tous ces groupes étaient tellement bourgeois », dit-elle. Elle y décèle à la fois des comportements sexistes – des étudiants qui ne la prenaient pas au sérieux car elle était une femme politisée – et du mépris de classe de la part d’une gauche bourgeoise et intellectuelle qui au fond se tenait loin de la vraie classe ouvrière.

Elle poursuit ensuite ses études à l’Université de Keele, où elle obtient le PGCE, un certificat d'aptitude au professorat — l’équivalent français du CAPES —, puis son doctorat. Elle effectue sa thèse tout en enseignant en Further education : c’est comme ça qu’elle commence à travailler sur des jeunes femmes issues de la classe ouvrière qui sont inscrites à une formation d’aide à la personne, et qui sont travaillées par leur respectabilité – une notion clef que Skeggs développe tout au long de son itinéraire universitaire et intellectuel.

### Carrière universitaire
Beverley Skeggs est d’abord chercheuse à l’université d'York, dans le département d’étude des femmes et de l’éducation. De 1996 à 1999, elle est, avec Celia Lury, directrice des Women’s studies à l'Université de Lancaster. En 1999, elle est nommée à une chaire de sociologie à l'Université de Manchester, dont elle dirige le département de 2001 à 2004. Depuis 2004, elle est professeure invitée de sociologie à Goldsmiths, Université de Londres, et devient directrice du Département de sociologie de 2010 à 2013. En 2007, elle occupe la chaire Kerstin Hesselgren en études de genre à l'Université de Stockholm. En 2003, elle est élue à l'Académie des sciences sociales de Grande-Bretagne (Academy of Social Sciences (en)). Beverley Skeggs est professeure honoraire à l'Université de Warwick et a reçu des doctorats honorifiques de la part de l'Université de Stockholm, de l'Université d'Aalborg (Danemark), de l'Université de Teesside (sa ville natale) et de l'Université de Joensuu (Finlande). De 2011 à 2016, elle est co-rédactrice en chef de The Sociological Review, la plus ancienne revue de sociologie de Grande-Bretagne ; elle y a joué un rôle clef dans la transformation de la revue en une fondation indépendante consacrée à la mise en avant des sciences sociales critiques et au soutien des spécialistes des sciences sociales,, et en est toujours rédactrice.

De 2013 à 2016, elle obtient une bourse professorale de l'Economic and Social Research Council (en) pour étudier une « sociologie des valeurs et de la valeur ». En septembre 2017, elle devient directrice académique du programme Atlantic Fellows à la London School of Economics ; en mai 2019, elle accepte un poste de professeur émérite à l'Université de Lancaster.

## Travaux de recherche

### Une thèse marquante:Des femmes respectables. Classe et genre en milieu populaire
Quand elle commence sa thèse, Skeggs a en tête l’ouvrage L’École des ouvriers de Paul Willis publié en 1977 : celui-ci avait fait une enquête auprès de jeunes garçons issus de milieux populaires britanniques en s'intéressant à leur « créativité culturelle ». Or, Skeggs constate que le point de vue masculin est dominant dans les Cultural studies, dont Paul Willis fait aussi partie : c’est ce qui la décide à mener une enquête ethnographique de presque douze ans auprès de jeunes femmes de classes populaires du nord-ouest de l’Angleterre, comblant un manque dans la recherche sociologique autour des classes populaires anglaises. Comme Paul Willis, elle utilise une méthode ethnographique d'étude sur le terrain, méthode qui lui est apparue comme la démarche la plus éthique qui soit pour mener son enquête, pour « écouter les autres » et « produire des connaissances responsables »

Skeggs centre son analyse sur la « valeur », concept marxiste qu’elle applique à la valeur morale reconnue aux individus selon leur appartenance de classe : elle analyse donc la production de la valeur des jeunes filles selon leur classe sociale – le milieu ouvrier – et les normes de genre avec lesquelles elles ont grandi : comment se considèrent-elles ? Par rapport à qui ? Quelle est la place de leur travail dans la valeur qu’elles se donnent ? Quelle est la place de leur sexualité ? Skeggs, dans la lignée des Cultural studies, de Paul Willis et Pierre Bourdieu, examine la dimension culturelle dans la construction de l’identité sociale de ces jeunes filles, s’intéresse à leur manière de dire leur propre valeur et à la place des rapports de classe dans la définition de cette valeur personnelle.

### Une recherche collective:Making Class and Self through Televised Ethical Scenarios(2005-2008)
Entre 2005 et 2008, Beverley Skeggs se lance, avec Helen Wood de l’université de Leicester et Nancy Thumim de l’université de Leeds, dans un grand projet de recherche collective sur la téléréalité, intitulé Making Class and Self through Televised Ethical Scenarios, se penchant sur le sujet cher aux Cultural studies qu'est l’analyse des médias. Ce projet de recherche faisait partie d'un programme de recherche beaucoup plus vaste, « Identities », une enquête de l'ESRC de 7 millions de livres sterling sur la construction d'identité dans la Grande-Bretagne contemporaine. Cette recherche a donné lieu à un article rédigé par les trois chercheuses, intitulé “Oh goodness, I am watching reality TV“ : How methods make class in audience research.

Ce projet rassemble un grand nombre des champs de recherche auxquels s’intéresse déjà Beverley Skeggs : les défis induits par la classe sociale, le genre et la couleur de peau qui entraînent la construction d’un système alternatif de valeur morales par les personnes concernées, la façon de dire sa propre valeur, l’accent mis sur la performance et l’action. Skeggs dénonce l’humiliation systématique des classes populaires dans les programmes de téléréalité : « Quand nous regardons la téléréalité, ce que nous voyons, c’est l’humiliation et le mépris des femmes des classes populaires en raison de leur incapacité à réussir dans certains types d’emploi. Elles sont montrées comme irresponsables et immorales ». La téléréalité renvoie une représentation des femmes de milieux populaires forgée par les classes dominantes, qui s’assurent de leur infériorisation auprès du public. Examinant les producteurs, les présentateurs, les candidats de ces émissions et leur réception par les différents types de publics composant leur audience, ce projet de recherche souligne le mépris du public des classes moyennes et supérieures envers les candidates de téléréalité des classes populaires, qui décèle chez ces dernières de l’irresponsabilité, de l’immoralité, et de la cupidité, du fait d’un gain acquis sans compétence ni travail. « Pour Skeggs, ces productions culturelles d’un monde médiatique sous contrôle de la classe dominante manifestent l’existence, de la part de cette dernière, d’une politique des émotions, une politique de classe qui assure l’infériorisation des classes populaires par la honte et le sentiment d’incapacité à répondre aux critères de la respectabilité. Avoir honte, dit Skeggs dans son analyse de la télé-réalité, implique la reconnaissance du jugement des autres et la conscience des normes sociales ». Avoir honte, c’est sentir que notre valeur nous échappe : la notion de valeur est au centre de la réflexion de Skeggs, depuis sa thèse jusqu’à ce projet de recherche sur la téléréalité ; une réflexion qu’elle poursuit grâce à un autre projet de recherche collectif, Valeur et valeurs.

### Valeur et valeurs(2013-2017)
En septembre 2013, Skeggs commence avec Simon Yuill un nouveau projet de recherche collectif intitulé Value and values, toujours financé par l’ESRC. Cette étude examine ce qui se passe lorsque de la valeur économique est tirée de domaines auparavant considérés comme non économiques, comme les plateformes de réseaux sociaux ; par exemple, l’étude constate que Facebook réalise un gain économique considérable en marchandisant l'amitié grâce à la conversion algorithmique des « j'aime » en ventes publicitaires. Skeggs énumère de multiples interrogations : ce processus reconfigure-t-il la ou les valeur(s) de l'amitié ? Qu'arrive-t-il à des valeurs telles que la fidélité et le soin pendant cette conversion ? Les amis capitalisent-ils sur leur propre valeur ?